# Oezbekistan op de Olympische Jeugdwinterspelen 2012
Oezbekistan was een van de landen die deelnam aan de Olympische Jeugdwinterspelen 2012 in Innsbruck, Oostenrijk.

## Deelnemers en resultaten
(m) = mannen, (v) = vrouwen 

### Alpineskiën
| Olympiër            | Onderdeel           | Resultaat | Prestatie                       |
| ------------------- | ------------------- | --------- | ------------------------------- |
| Arkadiy Semenchenko | super g (m)         | 40e       | 1.17,50 (+13,05)                |
| Arkadiy Semenchenko | supercombinatie (m) | -         | - (-) (1.14,30, DNF)            |
| Arkadiy Semenchenko | reuzenslalom (m)    | -         | - (-) (DNF, -)                  |
| Arkadiy Semenchenko | slalom (m)          | 31e       | 1.44,38 (+26,02) (54,44, 49,94) |